# Karl Lindh
För andra personer med detta namn, se Karl Lind.
Karl Magnus Lindh (i riksdagen kallad Lindh i Gävle), född 14 april 1863 i Risinge socken, död 7 december 1918 i Gävle, var en svensk redaktör och politiker (liberal).
Karl Lindh, som var son till en handelsman, tog teologisk-filosofisk examen vid Uppsala universitet 1887 och övergick snart därefter till journalistiken. Han var medarbetare i Svenska Dagbladet 1890–1893, redaktionssekreterare vid Östergötlands Dagblad 1893–1896 och huvudredaktör och ansvarig utgivare för Gefle Dagblad 1896–1918.
Han var riksdagsledamot i andra kammaren 1906–1908 för Gävle valkrets. I riksdagen tillhörde han Frisinnade landsföreningens riksdagsgrupp Liberala samlingspartiet. Han var bland annat ledamot i 1907–1908 års första tillfälliga utskott och engagerade sig i riksdagen exempelvis för kvinnlig rösträtt. I riksdagen skrev han en motion om en utredning av frågan om kvinnans politiska om rösträtt.